# Вятська губернія
58°36′ пн. ш. 49°39′ сх. д. / 58.6° пн. ш. 49.65° сх. д.
Вя́тська губе́рнія — адміністративно-територіальна одиниця Російської імперії, що була розташована на північному сході європейської частини Росії.

## Історія
У 1708—1710 роках Петро I провів губернську реформу, яка розділила країну на 7 великих губерній. Вятська земля, поділена на повіти, була розділена між Сибірською, Казанською і Архангелогородською губерніями. До Сибірської губернії увійшли основні вятські території — Хлинівський, Слобідский, Котельницький, Орловський, Шестаковський і Кайгородський повіти. Південні території — Яранський, Уржумський, Царевосанчурський і Малмижський повіти — потрапили до Казанської губернії.
Губернія була утворена з Вятського намісництва, утвореного 1775 року. Проіснувала до 1929 року, коли ввійшла до складу новоствореної Нижньогородської області.

## Адміністративний поділ
- Вятський повіт — 22 волості;
- Глазовський повіт — 45 волостей;
- Єлабузький повіт — 23 волості;
- Котельницький повіт — 27 волостей;
- Малмизький повіт — 32 волості;
- Нолінський повіт — 25 волостей;
- Орловський повіт — 31 волость;
- Сарапульський повіт — 43 волості;
- Слободський повіт — 27 волостей;
- Уржумський повіт — 23 волості;
- Яранський повіт — 33 волості.

## Відомі уродженці
- Васнецов Віктор Михайлович — російський художник.
- Кожевников Олексій Венедиктович — радянський письменник.
- Зеленін Дмитро Костянтинович — російський етнограф.
- Чайковський Петро Ілліч — російський композитор.